# 阿爾及利亞的土耳其人
阿爾及利亞的土耳其人，又称阿尔及利亚土耳其人、阿尔及利亚-土耳其人、阿尔及尔-土耳其人及土耳其裔阿尔及利亚人，在奥斯曼帝国时期来到阿尔及利亚的土耳其人后裔。其中很大一部分人与当地女性结婚，婚姻中诞下的男性后代被称为寇尔斡里斯，以与血统纯正的土耳其人相区别。为保存自身的“土耳其性（即土耳其人的民族性）“，与当地女人结婚通常是不被鼓励的。

## 歷史

### 奥斯曼时期
土耳其人來到阿爾及利亞是在16世紀時，當時阿爾及爾居民擔心他們的城市會陷入西班牙人手中，於是尋求土耳其海盜的幫助。以奧魯奇·雷斯和海雷丁·巴巴罗萨為首的海盜接管了他們的城市，並将他们的领地扩展到周邊地區。奧斯曼蘇丹塞利姆一世同意由海雷丁控制该地，並派遣2000個耶尼切里和4000名志願者到馬格里布，以阿爾及爾为首府成立一個新行省。這些士兵主要來自安納托利亞，相互之间用“yoldaş” （土耳其語，意为“同志”）称谓，将其与当地女人诞下的儿子称为“寇尔斡里斯”，以表明他们苏丹仆人的身份。他們的名字末尾多有伊本·土尔基，即土耳其人之子的字样。
当地数量众多的土耳其人对阿尔及尔乃至整个行省都影响重大。1587年，行省被一分为三，成为今天阿尔及利亚、利比亚及突尼斯的雏形，由君士坦丁堡指派，任期三年的帕夏进行管理。这种拆分最终导致了耶尼切里对当地的实际统治。自16世纪末开始，阿尔及尔当地的精英阶层开始强调其具有的土耳其身份。这种对自己身份的强调最终成为了一种意识形态。
阿尔及利亚的精英阶层在生活方式、语言、宗教及祖籍上的不同使其与当地人存在显著差异。如：精英阶层信奉哈乃斐派，当地人则信奉马立克派；精英阶层中，大部分都不来自阿拉伯地区；精英阶层使用奥斯曼土耳其语，当地人则使用阿尔及利亚阿拉伯语；精英阶层与当地人甚至在服饰上都有区别。

#### 招募
为保持其土耳其人的身份认同，当地的精英阶层始终都以从主要包括安纳托利亚在内，奥斯曼帝国领土中不以阿拉伯人为主体民族的地区招募志愿者的方式来补充新鲜血液。因此，招募当地阿拉伯人的现象几乎是不存在的。某些安纳托利亚的沿海城市及亚该亚海中的岛屿在18世纪时在某种程度上也存在一种为招募而设立的永久性网络。这种招募政策直到1830年法国征服阿尔及利亚才废除。

#### 与当地女性通婚及寇尔斡里斯
18世纪时，当地驻军对其士兵与当地女性结婚一直加以限制。一个已婚士兵将不被允许在阿尔及尔城中军营住宿及获得其曾享有的口粮配给，还会失去在购买特定产品时的价格优惠。驻军在婚姻方面的政策与军衔直接挂钩，军衔越高，对当事人婚姻的接受程度就越高。婚姻政策可以被看作是当地精英阶层保持其民族特性及与当地阿拉伯人分离的政策的一部分，此外，在一定程度上也与对寇尔斡里斯数量增加的担忧有关。
寇尔斡里斯是驻军士兵与当地女性的后代，其对奥斯曼帝国的忠诚因其母亲一边与当地阿拉伯人的联系而受到精英阶层的怀疑。精英阶层认为寇尔斡里斯可能会产生另一种国家认同，对他们是一种潜在的威胁。驻军士兵与非当地女性的后代在精英阶层眼中则不具有这样的威胁。因此，奥斯曼帝国制定了明确的政策以确保驻军与当地阿拉伯人隔离开来。
约翰·道格拉斯·鲁埃迪（John Douglas Ruedy）指出，寇尔斡里斯也曾尝试过保存其土耳其人的民族性：
“骄傲的寇尔斡里斯认为他们拥有独特的身份，常常假装只说土耳其语，并坚持只与和他们具有相同背景的男人一起在哈乃斐派的清真寺里祷告。情况紧急时，他们会被征召以补充耶尼切里的损失。”
在突尼斯，驻军并没有保持其土耳其人的身份认同，寇尔斡里斯也可在政府中担任最高阶的官员。但驻军先是失去了在穆拉比特王朝，后是在侯赛因王朝政治中的主导地位，寇尔斡里斯也从此远离了权利中心。此外，在耶尼切里等军事单位及政府中身居高位的寇尔斡里斯仍只担任被认为是其力所不能及的工作。

### 法国殖民时期
1830年，阿尔及利亚落入法国手中，约1万名土耳其人被驱逐并运往士麦那，也有一些与当地的阿拉伯人一起逃往巴勒斯坦、叙利亚、阿拉伯半岛及埃及等奥斯曼帝国的领土。1832年，许多没有离开阿尔及利亚的土耳其人与阿卜杜·卡迪尔结盟以抵抗法国殖民。

## 文化
由于阿尔及利亚被奥斯曼帝国统治达三个世纪，阿尔及利亚的文化（尤其是食物、宗教、服饰及语言）、建筑及音乐有许多都源自土耳其或被土耳其所影响。

### 语言
在奥斯曼统治时期，奥斯曼土耳其语被用于阿尔及利亚的行政事务，当地的土耳其人也都说这种语言。现在居住在阿尔及利亚的土耳其人大部分都已阿拉伯语为母语。但土耳其语对当地阿拉伯语的影响仍很明显，尤其是在词汇及语法方面。据估计，在当地的阿拉伯语中，仍有634个土耳其语借词被使用。在阿尔及利亚阿拉伯语中，一个句子有可能包括一个阿拉伯语的主语，一个法语的动词，一个柏柏尔语或土耳其语的谓语。
具有土耳其血统的家庭也保留了土耳其式的姓氏，如巴巴罗斯（Barbaros）、海雷丁（Hayreddin）、奥斯曼尼（Osmanî）、斯坦布里（Stambouli）、托尔基（Torki）、土尔基（Turki）及乌鲁察里（Uluçali）。部分职业也成为了当地土耳其人的姓氏，如哈兹内茨（Hazneci，会计）、德米尔茨（Demirci，铁匠）、 巴什特尔兹（Başterzi）及斯拉塔尔（Silahtar，皇家军火库长官）。

### 宗教
阿尔及利亚的土耳其人信奉哈乃斐派。因此，他们的生活方式与当地信奉马立克派的柏柏尔人及阿拉伯人存在显著差异。此外，按照哈乃斐派传统，土耳其人的清真寺还拥有当地清真寺不拥有的八角形宣礼塔。

### 料理
土耳其人将诸如土耳其咖啡、浪马军、波雷克（Börek）等土耳其料理带到了阿尔及利亚。

## 人口

### 分布地区
在奥斯曼帝国时期，阿尔及利亚沿海城市居住着阿拉伯人、柏柏尔人、土耳其人、寇尔斡里斯、摩尔人及犹太人等民族，其中土耳其人主要居住在大城市，拥有自己的聚居区。现在在阿尔及尔（尤其是Casbah）、安纳巴、比斯克拉、Bouira、麦迪亚、穆斯塔加奈姆及奥兰（如在La Moune及哈桑帕夏清真寺/Hasan Basha Mosque附近）还能找到这类土耳其人聚居区的旧址。直到今天，阿尔及利亚的土耳其人仍居住在大城市中。特莱姆森省拥有众多土耳其人，在那里他们与摩尔人混居，但仍居住在自己的聚居区内。
阿尔及利亚的其他城市也拥有数量显著的土耳其社区，如阿尔泽、贝贾亚、贝鲁阿吉耶、舍尔沙勒、君士坦丁、吉杰勒、穆阿斯凯尔、马扎格兰（Mazagran）、Oued Zitoun、泰贝萨及卡比利亚（如提济乌祖及Zammora）。
许多有土耳其人居住的郊区、城镇及城市也被以奥斯曼苏丹、土耳其家族名及土耳其人名命名，如：奥兰的Ain El Turk（意为土耳其人喷泉）区、艾因迪夫拉省的Ain Torki镇、Bouira的Ain Turk镇、布阿拉里季堡省的比尔·卡斯达里（Bir Kasdali）及比尔·卡斯德·阿里（Bir Kasd Ali）区、卜利达省的布加拉（Bougara）镇及布加拉区、阿尔及尔省的侯赛因迪伊（Hussein Dey）郊区及侯赛因迪伊区及塞提夫省的萨拉赫贝伊镇及萨拉赫贝伊区。

## 流散
许多阿尔及利亚土耳其人以阿尔及利亚侨民的身份移民到了其他国家。第一波移民潮发生在1830年，在法国征服阿尔及利亚后，许多土耳其人被迫离开。约1万名土耳其人逃往巴勒斯坦、叙利亚、阿拉伯半岛及埃及等奥斯曼帝国的领土，也有一些逃到了摩洛哥（如丹吉尔及得土安）。